# Oltena Club 12 CS
Oltcit Club 12 CS este un pick-up bazat pe Oltcit Club. A fost lansat în 1993, cu un motor de 1299 cmc și o cutie de viteze în 5 trepte, cu rapoarte care favorizează puterea. Acest model având și barele de torsiune de pe spate mai groase, pentru a rezista unei încărcături mai mari.
Au fost exportate în Egipt.